# Rio Ubaye
O rio Ubaye é um rio do departamento de Alpes-de-Haute-Provence, no sudeste de França. Nasce no Col du Longet, nos Alpes Cócios, perto da fronteira França-Itália. O rio Ubaye corre para sudoeste através de Saint-Paul-sur-Ubaye, Jausiers e Barcelonnette. Drena para o lago de Serre-Ponçon (alimentado e drenado pelo rio Durance) perto de La Bréole, sendo portanto sub-afluente do rio Ródano.